# Silviano Delgado
Silviano Delgado Valladolid (Coatzacoalcos, 4 settembre 1969) è un ex calciatore messicano, di ruolo centrocampista.

## Carriera
Con la Nazionale Messicana ha preso parte alle Olimpiadi nel 1992.